# Lou Jacobi
Louis Harold "Lou" Jacobi (Toronto, Ontário, Canadá, 28 de dezembro de 1913 – Manhattan, Nova Iorque, Estados Unidos, 23 de outubro de 2009) foi um ator canadense.

## Biografia
Lou Jacobi nasceu em uma família judia em Toronto. Filho de Joseph e Fay Jacobi. Começou a atuar ainda jovem, fazendo sua estréia nos palcos em 1924 em um teatro de Toronto, tocando violino em The Rabbi and the Priest. Depois de trabalhar como diretor da Bathurst Jewish Community Centre e diretor social em um resort de verão, Jacobi se mudou para Londres para trabalhar no teatro, aparecendo em Guys and Dolls e Pal Joey. Em 1955, Jacobi fez sua estréia na Broadway em The Diary of Anne Frank como Hans van Daan, papel que ele repetiu na versão cinematográfica de 1959. Outras performances na Broadway incluem The Tenth Man (1959), Don't Drink the Water (1966) e a peça de estreia de Neil Simon, Come Blow Your Horn (1961).
Em 1953 Jacobi fez sua estréia no cinema na comédia Is Your Honeymoon Really Necessary?, ao lado de Diana Dors. Outros papéis notáveis em filmes incluem Uncle Morty em My Favorite Year, Moustache em Irma la Douce, Penelope (1966), estrelado por Natalie Wood, um marido travesti em Everything You Always Wanted to Know About Sex (But Were Afraid to Ask) de Woody Allen; Avalon de Barry Levinson e Amazon Women on the Moon. Seu último papel no cinema foi em 1994 no filme I.Q., interpretando o filósofo e matemático Kurt Gödel.

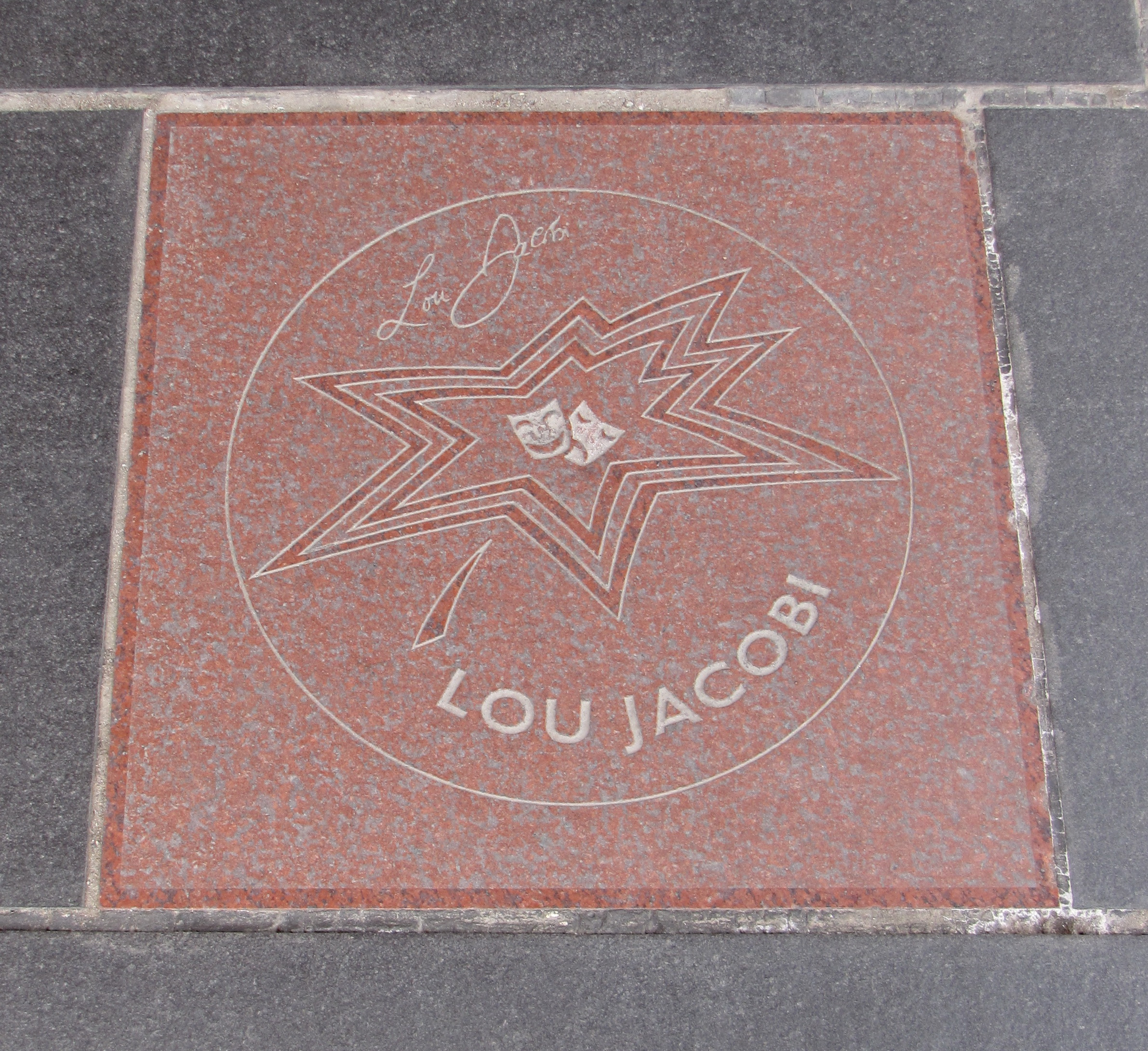
Estrela de Lou Jacobi na Calçada da Fama do Canadá.

Jacobi era um ator convidado em uma variedade de programas de televisão, incluindo Playhouse 90, That Girl e The Man from U.N.C.L.E., e tinha uma participação regular em The Dean Martin Show. Em 1976, ele estrelou a minissérie Ivan the Terrible, uma comédia sobre uma família que vivia na União Soviética.
O ator fez uma paródia do álbum gravado pela Capitol Records chamado Al Tijuana and his Jewish Brass em que ele atuou como mestre de cerimônias e maestro da banda de dance que tocava canções como "Downtown".
Em 1999, Jacobi recebeu uma estrela na Calçada da Fama do Canadá.
Jacobi foi casado com Ruth Ludwin de 1957 até sua morte em 2004. Ele morreu em 23 de outubro de 2009, aos 95 anos.